# Варатек (Њамц)
Варатек (рум. Varatec) насеље је у Румунији у округу Њамц у општини Агапија. Oпштина се налази на надморској висини од 516 m.

## Становништво
Према подацима из 2002. године у насељу је живело 900 становника, од којих су сви румунске националности.